# IONIS School of Technology and Management
IONIS STM (IONIS School of Technology and Management: ‘escuela IONIS de tecnología y administración’) es una escuela de ingenieros y de negocios en Francia. Está emplazada en la región parisiense de Le Kremlin-Bicêtre. Es miembro de la conferencia de IONIS Education Group.
Forma principalmente ejecutivos de los sistemas de gestión de la información, ingeniería informática, la gestión de la biotecnología y la gestión de la energía de muy alto nivel, destinados principalmente para el empleo en empresas.